# Atem
Albums de Tangerine Dream
Zeit
(1972) Phaedra
(1974)
Atem est le quatrième album de Tangerine Dream, réalisé en 1973. Le groupe est alors composé d'Edgar Froese, Chris Franke et Peter Baumann.
Sur la pochette figure Jerome Froese, fils d'Edgar Froese, alors âgé d'environ deux ans. Jerome fera partie de Tangerine Dream entre 1990 et 2006.
Cet album est dans la continuité de Zeit, sorti l'année précédente. Tangerine Dream joue toujours une musique s'inscrivant dans le courant « planant », même si peut-être moins « sombre ». Les percussions sont d'ailleurs à nouveau utilisées, même si leur présence reste discrète.

## Titres
| 1.    | Atem                  | 20:25 |
| 2.    | Fauni-Gena            | 10:43 |
| 3.    | Circulation of Events | 5:49  |
| 4.    | Wahn                  | 4:31  |
| 41:28 |                       |       |

## Musiciens
- Edgar Froese : mellotron, orgue, guitare, voix
- Peter Baumann : orgue, piano, VCS3
- Christopher Franke : VCS3, batterie, percussions, orgue, voix